# Сэки, Исаак (велогонщик)
Исаак Саки (англ. Isaac Sackey; род. 22 ноября 1990) — ганский шоссейный велогонщик.

## Карьера
Начал заниматься велоспортом с 2003 года, участвуя в гонках на горных велосипедах, а с 2007 в шоссейных гонках.
В 2012 году принял участие в чемпионате Африки. Отметился победами на этапах Тура Ганы.
В 2017 году занял третье место в индивидуальной гонке на чемпионате Ганы.

## Достижения
2012
4-й и 5-й этапы на Тур Ганы
2017
3-й на Чемпионат Ганы — индивидуальная гонка